# Screaming Females
Screaming Females — музыкальный коллектив из Нью-Брансуика (штат Нью-Джерси), образованный в 2005 году. Группа исполняет альтернативный рок, хотя её стиль часто относят к панк-року. В состав входят вокалистка и гитаристка Марисса Патерностер, бас-гитарист Майкл Аббате (Кинг Майк) и барабанщик Джарретт Догерти.

## История
Вокалистка группы Марисса Патерностер начала играть на гитаре в 14 лет; в то время её героями среди музыкантов были Билли Корган, Джоуи Сантьяго из Pixies и Билли Зум. Она познакомилась с барабанщиком Джарреттом Догерти в художественном колледже при Ратгерском университете. Образованная в 2005 году, группа Screaming Females начиналась как DIY-проект: музыканты своими силами организовывали концерты и выпускали первые альбомы — Baby Teeth (2006) и What if Someone Is Watching Their T.V.? (2007). Догерти в то время много раз перечитывал книгу Майкла Азеррада Our Band Could Be Your Life, рассказывающую о карьере американских андеграундных рок-групп 1980-х годов. В 2008 году были изданы сплит-синглы с коллективами Full of Fancy и Hunchback, а в следующем году — с Jeff the Brotherhood.
На одном из выступлений группы Джо Стейнхардт, соучредитель лейбла Don Giovanni Records, обратился к Догерти и заявил, что «если их следующая запись будет выпущена не через его фирму, то он покончит с собой». На следующий день контракт был подписан, и в апреле 2009 года на Don Giovanni вышел Power Move, который стал первым альбомом Screaming Females, выпущенным на лейбле. Диск получил хвалебные отзывы музыкальных критиков, а также известных музыкантов, среди которых были Кристин Херш и Эми Рей. В том же году Screaming Females гастролировали с группой The Dead Weather.
Четвёртый альбом коллектива под названием Castle Talk вышел в 2010 году. Их пятый диск Ugly, записанный при участии Стива Альбини, вышел в апреле 2012 года. Шестой альбом группы Rose Mountain, спродюсированный Мэттом Бейлсом, вышел в феврале 2015 года. В феврале 2018 года вышел их седьмой студийный альбом All at Once.

## Дискография
- Baby Teeth (2006)
- What if Someone Is Watching Their T.V.? (2007)
- Power Move (2009)
- Castle Talk (2010)
- Ugly (2012)
- Rose Mountain (2015)
- All at Once (2018)